# Verrières-le-Buisson
Verrières-le-Buisson è un comune francese di 15 933 abitanti situato nel dipartimento dell'Essonne nella regione dell'Île-de-France.

## Società

### Evoluzione demografica
Abitanti censiti